# Rudolf Stahlecker
Eugene Rudolf Stahlecker (Pforzheim, 25 de novembro de 1898 – Bad Urach, 26 de outubro de 1977) era um geólogo, paleontólogo e biólogo alemão.

## Biografia

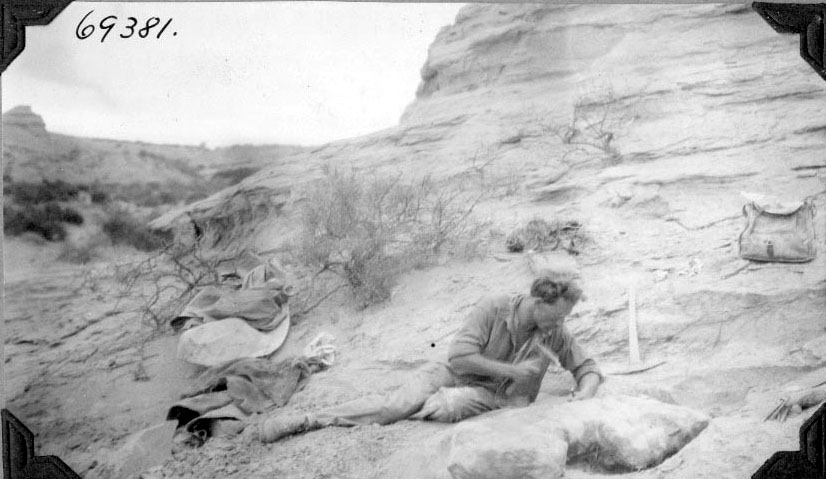
Rudolf Stahlecker durante uma escavação de Pronothrotherium.

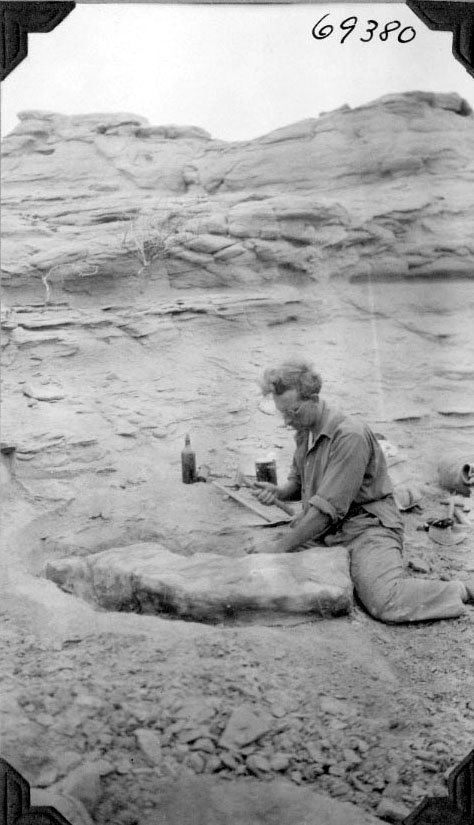
Rudolf Stahlecker durante uma escavação de Pronothrotherium.

Estudou com o paleontólogo alemão Friedrich Von Huene na Universidade de Tubinga, na Alemanha. Participou de expedições para coleta de fósseis em 1928 e 1929. Também fez várias coletas de fósseis na Argentina.
Em sua homenagem, o dicinodonte Stahleckeria potens recebeu seu nome.  Este dicinodonte foi coletado no município de São Pedro do Sul, no Sítio Paleontológico Chiniquá.
Depois de terminar o doutorado, Stahlecker não se tornou um cientista, mas um professor de biologia em uma escola de Stuttgart. "O Führer quer ensinar as pessoas um novo pensar da biologia, nós os cientistas, temos que ser seus primeiros colaboradores", era seu lema. Depois da guerra ele teve que fazer uma pausa durante alguns anos, para se livrar do nazismo, embora ele não tenha se envolvido intensamente no nacional-socialismo como seu irmão, o SS Líder da Brigada e comandante do "Einsatzgruppe A" Walter Stahlecker.